# Luella Varney Serrao
Luella Varney Serrao (Angola, 11 agosto 1863 – Poughkeepsie, 26 dicembre 1948) è stata una scultrice statunitense attiva a Roma, conosciuta per i suoi ritratti di personalità americane.

## Biografia
Luella A. Varney nacque l'11 agosto 1863 nel villaggio di Angola, nello Stato di New York. Ancora giovane si trasferì a Cleveland, in Ohio, dove studiò alla Cleveland Institute of Art. Dopo il liceo si spostò a Roma dove frequentò l'Università. Qui conobbe Teodoro Serrao che sposò nel 1893. Alla morte del marito, nel 1907, tornò a vivere a Cleveland.
Durante la sua carriera artistica Luella Serrao modellò i ritratti di Susan B. Anthony, Mary Baker Eddy, Julia Ward Howe, Theodore Roosevelt, Mark Twain ed Henry Mower Rice. Espose le sue opere alla Pennsylvania Academy of Fine Arts, all'Art Institute di Chicago, al Palace of Fine Arts e al padiglione detto The Woman's Building della Fiera Colombiana di Chicago del 1893. Nel 1906 partecipò all'esposizione internazionale del Sempione con l'opera Sarò donna La sua opera Un arcivescovo di Odessa è conservata nella chiesa cattolica di Odessa.
Luella A. Varney Serrao morì nel 1948.

## Galleria d'immagini

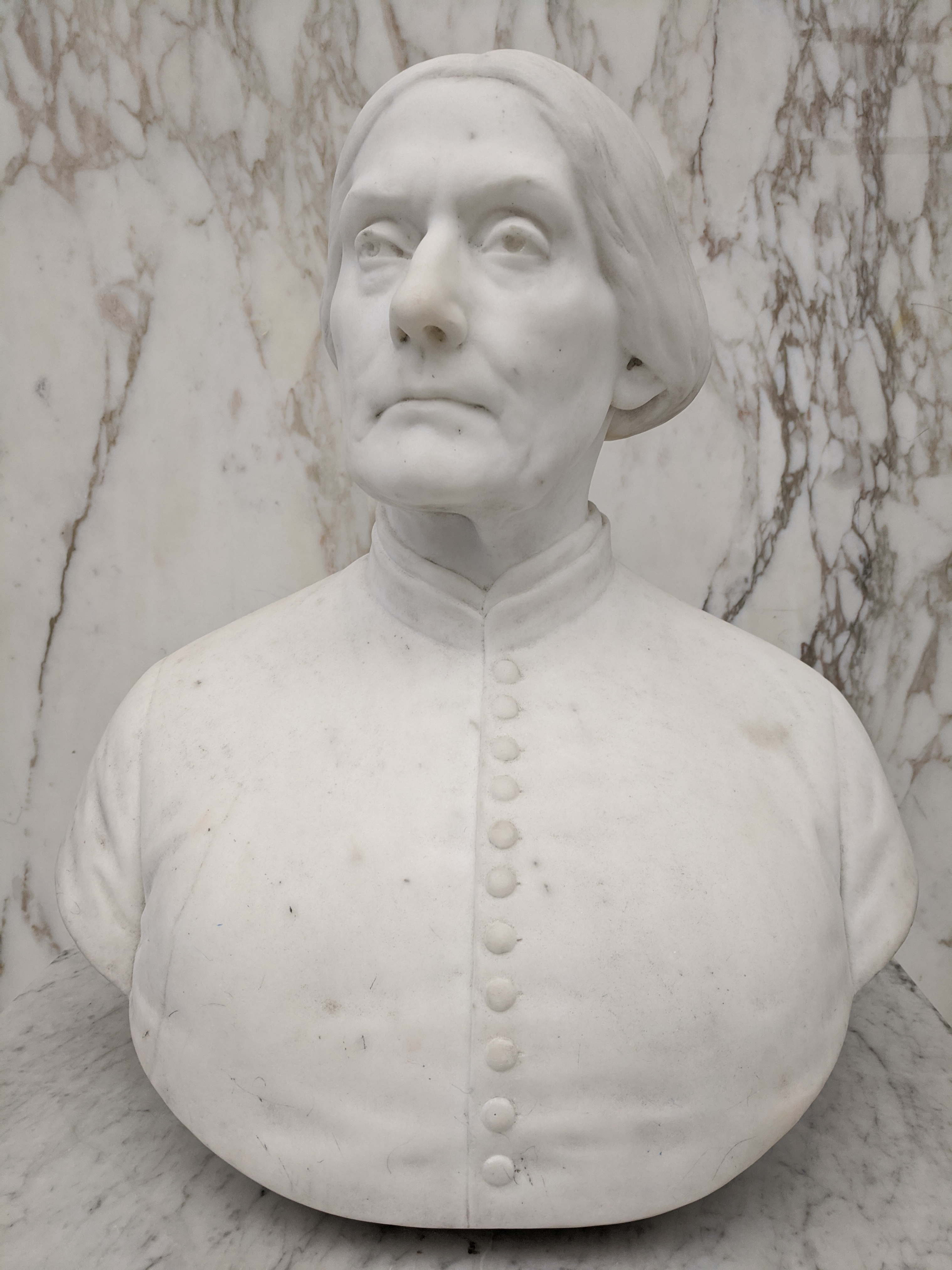
Busto di Susan B. Anthony, 1884
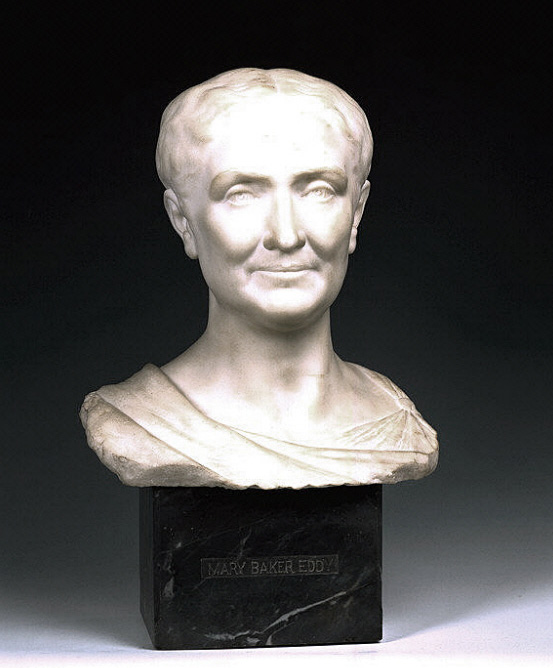
Busto di Mary Baker Eddy, 1889
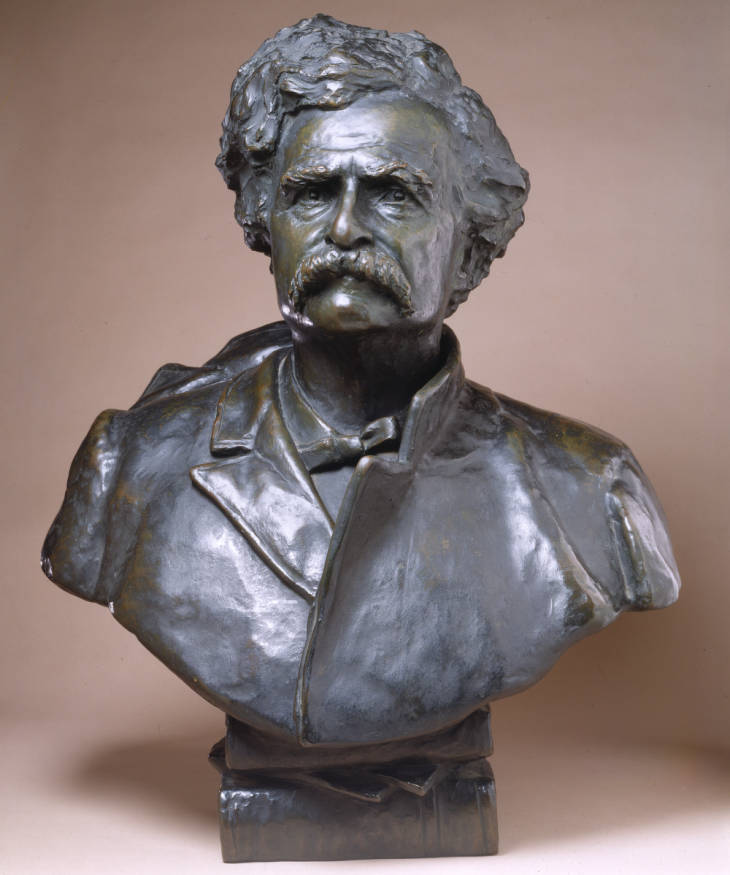
Busto di Mark Twain, 1892
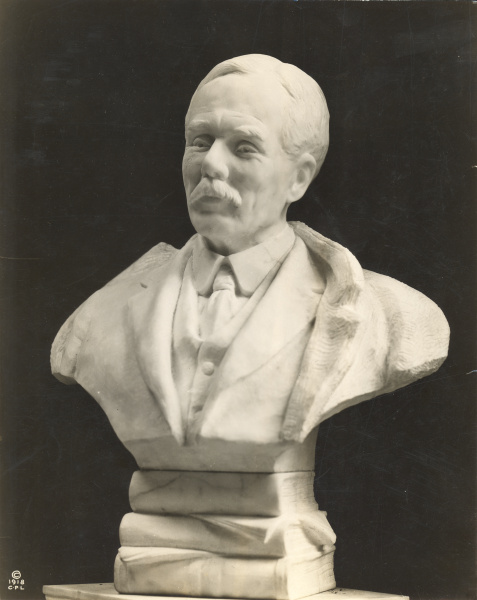
Busto di William Howard Brett, 1918